# Conferência de Ningdu
A Conferência de Ningdu (chinês tradicional: 寧都會議, chinês simplificado: 宁都会议, pinyin: Níngdū Huìyì), foi uma importante reunião do Partido Comunista da China realizada no Salão Ancestral de Banshan (chinês: 榜山祠), na aldeia de Xiaoyuan, Condado de Ningdu, província de Jiangxi. A reunião ocorreu no início de outubro de 1932 (possivelmente de 3 a 8 de outubro), logo após o sucesso da defesa por parte das forças Comunistas contra a terceira campanha de cerco promovida pelos Nacionalistas contra o Soviete de Jiangxi. 

A conferência levou a uma mudança nas táticas do Exército de Libertação Popular, saindo da estratégia de guerra de guerrilha e adotando táticas móveis e mais convencionais. Juntamente com essa mudança de tática, a conferência resultou na remoção de Mao Zedong de suas posições de liderança. Ele foi substituído como comissário do exército por Zhou Enlai. Mao não seria restaurado à liderança central do partido até a Conferência de Zunyi, realizada durante a Grande Marcha (em janeiro de 1935). 